# Zamek w Reichenschwand
Zamek w Lauf – neogotycka budowla, znajdująca się w Reichenschwand na zachodnich krańcach wzgórz Hersbrucker Alb.

## Źródła
- Robert Giersch, Andreas Schlunk, Berthold Frhr. von Haller: Burgen und Herrensitze in der Nürnberger Landschaft. Herausgegeben von der Altnürnberger Landschaft, Lauf an der Pegnitz 2006, ISBN 3-00-020677-9, S. 351–355.